# Lago di Abant
Il lago di Abant (in turco: Abant Gölü) è un lago di sbarramento d'acqua dolce situato a 34 chilometri a sud-ovest di Bolu, a un'altitudine di circa 1350 metri e con una superficie di 125 ettari.

## Formazione
Il lago di Abant si è formato a seguito di depressioni tettoniche che si sono verificate nel sottosuolo. La sua altezza sul livello del mare è di 1328 m, la superficie è di 1,25 km² e la profondità massima di 18 m. Il lago di origine tettonica si trova sulla linea della faglia anatolica settentrionale. Il lago di Abant è alimentato dalle acque della neve e da alcuni piccoli corsi d'acqua dalle montagne. L'acqua pulita e naturale che esce dal lago va nel torrente Dirgene. Le cime delle montagne intorno al lago Abant formano i confini del parco naturale. Il punto più alto del parco naturale è la collina di Erenler con 1794 m e il punto più basso è il lago di Abant stesso con 1328 m (OBM, 1991). Il lago di Abant in inverno è completamente ghiacciato a partire dalla costa a causa del rapido raffreddamento dell'aria.

## Caratteristiche principali
Il lago di Abant si trova sui monti Abant e Keremali, che formano la seconda catena delle montagne della regione del Mar Nero occidentale. Esso si è formato come lago di sbarramento nella valle del torrente Abant. Attorno al lago ci sono montagne alte fino a 1400-1700 metri. L'acqua in eccesso proveniente dal lago viene convogliata nel fiume Bolu tramite il torrente Abant. Il lago è alimentato da diverse acque sorgive, da due a tre torrenti parzialmente continui e soprattutto da neve e pioggia. Il lago e l'area circostante di 1196 ettari sono gestiti come parco naturale.

## Vita naturale
I seguenti animali vivono nelle vicinanze del lago: cinghiale, coniglio, capriolo, orso, volpe, anatra selvatica, pernice e piccione selvatico. Un pesce endemico, noto come trota dell'Abant, è stato classificato come Salmo abanticus.
Foreste lussureggianti e radure ricoprono gli altipiani attorno al lago. Abete, pini, querce, faggi, carpini, castagni, alberi da frutta selvatici formano una ricca vegetazione. Ninfee gialle e bianche sulle rive del lago coprono la superficie dell'acqua.

## Utilizzo

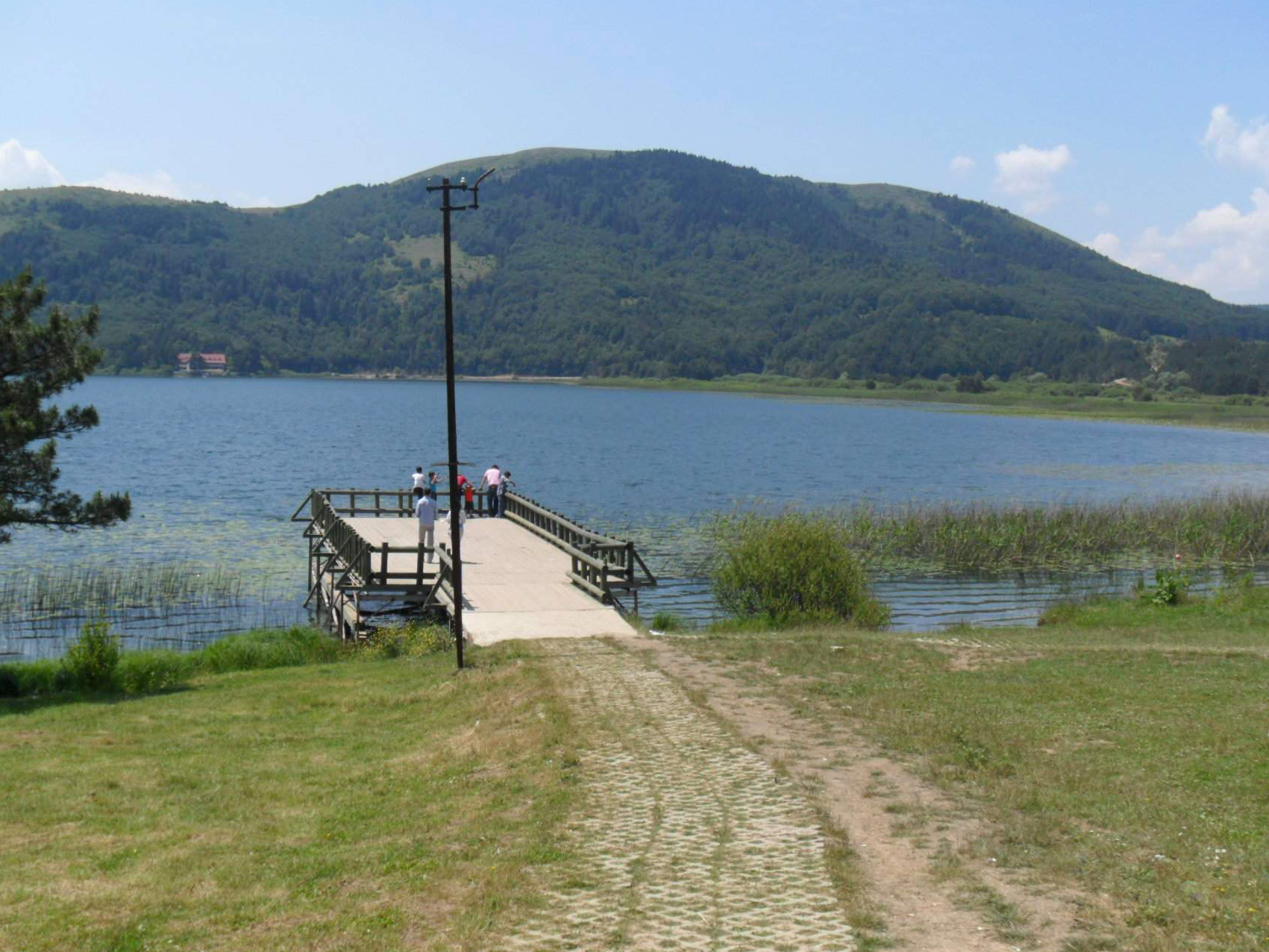
Il lago di Abant

il lago di Abant è molto vicino all'autostrada Istanbul-Ankara e viene utilizzato intensamente. Alberghi e ristoranti sono disponibili intorno al lago. È adatto per ricreazione, ricreazione, sport, caccia e picnic. Le aree di campeggio sono disponibili. La strada asfaltata che circonda il lago viene utilizzata per la navigazione. Ci sono quattro aree picnic per escursioni giornaliere. C'è un campeggio vicino all'altopiano di Samat, che può essere utilizzato da 330 tende al giorno.Vengono raccolte piante come biancospino, mora, rosa canina, fragola e fragole di montagna, oltre i funghi. Ci sono allevamenti di trote e cervi attorno al lago. Gli avannotti di trota vengono rilasciati nel lago. Dopo la crescita, i cervi sono rilasciati nella natura. L'entrata da Bolu è controllata. In questa zona ci sono un parcheggio ed è in programma un centro di promozione dei visitatori. Si prevede di effettuare un punto di ingresso controllato per gli ingressi da Taşkesti e Mudurnu.

## Trasporti
Il lago è raggiungibile da una strada asfaltata di 22 km dall'uscita del villaggio di Ömerler, che lascia il 200º km dell'autostrada D-100 tra Istanbul e Ankara. È possibile raggiungere Abant passando per Taşkesti. Questa strada è di recente asfaltata e fornisce l'accesso all'area da sud-ovest. Da sud si raggiunge l'area del lago da Nallıhan e Mudurnu. La distanza del lago da alcuni centri è la seguente: Istanbul 258 km, Ankara 225 km, Düzce 60 km, Bolu 33 km, Mudurnu 20 km. La distanza del lago di Abant da Ankara è di circa 2 ore.